# Superman III
Superman III es una película de superhéroes dirigida por Richard Lester a partir del guion escrito pot David y Leslie Newman inspirado en el personaje de DC Comics Superman. es la tercera película de la serie fílmica de Superman y secuela de Superman II (1980). Está protagonizada por Christopher Reeve, Richard Pryor, Jackie Cooper, Marc McClure, Annette O'Toole, Annie Ross, Pamela Stephenson, Robert Vaughn, y Margot Kidder.
Aunque la película recuperó su presupuesto de 39 millones de dólares, resultó menos exitosa que las dos primeras películas de Superman, tanto financiera como críticamente. Si bien las duras críticas se centraron en el tono cómico y exagerado de la película, así como en el reparto y la actuación de Pryor, los efectos especiales y la actuación de Christopher Reeve como Superman fueron elogiados.
Su secuela, Superman IV: The Quest for Peace, se estrenó en julio de 1987.

## Argumento
Gus Gorman es un desempleado que, como último recurso, decide estudiar computación, descubriendo que posee un potencial que desconocía y que de inmediato lo convierte en un superdotado programador de computadoras. Debido a ello entra a trabajar a una de las empresas de la familia Webster, pero disconforme con sus ingresos hackea el sistema de la compañía para aumentar el salario que recibe.
Paralelamente, Clark Kent obtiene la autorización para viajar a Smallville a realizar un artículo en compañía de Jimmy Olsen, mientras que Perry White otorga a Lois Lane vacaciones en el trópico. De camino a su ciudad natal, Superman ayuda en el incendio de una planta química. Allí descubre que en las instalaciones se desarrollaba un químico que si llegara a calentarse se volvería una nube tóxica que devoraría todo en cientos de kilómetros a la redonda siendo vigilado en todo momento por un empleado de la planta. Por ello Superman congela el agua de un lago cercano, la lleva al lugar y la derrite sobre la planta, apagando el incendio. Durante la hazaña, Jimmy tratando de sacar fotografías queda herido en una pierna siendo salvado por Superman, pero su material fotográfico (exceptuando la cámara) es casi destruido.
Posteriormente, como Clark, asiste a una reunión de exalumnos en su secundaria, donde se reencuentra con su amor de adolescencia, Lana Lang, y con el excapitán del equipo de fútbol americano, Brad Wilson, quien solía molestarlo cuando era joven y que ahora se ha convertido en un guardia de seguridad alcohólico que aún se burla de él e intenta minimizarlo, a la vez que acosa diariamente a Lana asegurando ser el mejor partido de la ciudad. Pronto Clark retoma su amistad con Lana y se vuelve muy cercano al hijo de esta en sus dos identidades. Lana le explica que se casó, tuvo un hijo y se divorció viviendo en una situación económica no muy estable, al punto que debió vender un anillo de brillantes muy valioso para ella tiempo atrás y también teniendo que tolerar a Brad pretendiéndola sin éxito.
Los hermanos millonarios Ross y Vera Webster, junto a su asistente Lorelai Ambrosia y su contador Simpson, descubren las estafas de Gus, pero deciden aprovechar sus habilidades y usarlo para controlar el mundo, obligándolo a causar varios desastres accediendo a redes de computadores, incluyendo el hackeo de un satélite climático que causa una tormenta en Colombia con el objetivo de destruir la cosecha de café con el fin de acaparar el mercado. Sin embargo, sus planes son frustrados por Superman quien detuvo los desastres y restauró los daños rápidamente.
En Smallville, Clark, Lana y su hijo van de pícnic y cuando el niño se extravía y queda levemente herido Superman debe salvarlo de ser arrollado por una cosechadora. En agradecimiento, Lana invita al superhéroe al cumpleaños de su hijo, convirtiéndose el evento en una celebración pública en homenaje a Superman por parte de todo Smallville.
Los hermanos Webster deciden deshacerse de Superman y, para ello, envían a Gus a intervenir la computadora de los satélites de monitoreo de espacio profundo para sondear los restos del lugar donde se encontraba Krypton, determinar los componentes de la kryptonita y posteriormente fabricar una versión sintética. Sin embargo, uno de los elementos era desconocido por lo que Gus en secreto lo reemplaza en la fórmula con alquitrán. De esta forma logran crear un trozo de kryptonita adulterada que se le entrega a Superman en la celebración, bajo la fachada del ejército, fingiendo que es un reconocimiento del gobierno por sus actos heroicos.
La piedra, a pesar de su aspecto, posee atributos de kryptonita roja y comienza a mellar la moralidad de Superman. Cuando Lana, luego del evento, le advierte de un accidente con un camión, Superman decide quedarse e intentar coquetear con Lana argumentando que siempre logra llegar a tiempo. Sin embargo en el último momento cambia de opinión, pero cuando llega al lugar descubre que las víctimas han muerto y si hubiese llegado antes habría arreglado mejor la situación. Su frustración hace que se dedique a realizar actos vandálicos por todo el mundo como enderezar la Torre de Pisa o evitar que en los Juegos Olímpicos el principal atleta encienda la llama olímpica soplando la antorcha a segundos de encenderla. Todas las naciones del mundo, excepto Colombia, deciden vetar a Superman. Ross, antes enojado con Gus por no haber logrado derrotar a Superman, se entera del efecto que de la kryptonita sintética y decide tomar ventaja de ello.
Con Superman fuera de su camino, los Webster deciden usar a Gus para controlar el flujo de petróleo mundial ordenando a las computadoras de navegación de los buques cisternas detenerse en medio del mar. Solo un barco que se dirige a Metrópolis sigue su curso ya que su capitán decide ignorar las extrañas órdenes; como esto frustraría su plan, los hermanos Webster encargan a Lorelai que seduzca a Superman a cambio de hundir el petrolero que no obedece. Luego de acostarse con Lorelei, Superman ataca la nave y produciendo un inmenso derrame de petróleo.
Por otra parte Gus presenta a Ross el plano de una gigantesca supercomputadora inteligente que ha diseñado y que les ayudaría a dominar el mundo. Dicha máquina posee la capacidad de analizar instantáneamente cualquier cosa o ser, detectar sus errores o debilidades y desarrollar habilidades o estrategias con las cuales someterlo o destruirlo. Ross se siente entusiasmado ante semejante idea, por lo que ordena que comience de inmediato su construcción.
Tras ser encarado por Ricky al verlo borracho en un bar, Superman desarrolla un conflicto entre su naturaleza benigna y la corrupción producida por la roca y huye hasta un depósito de chatarra donde su parte benigna logra manifestarse físicamente con la forma de Clark Kent y ambos se baten en una pelea con una victoria aparentemente de la parte malvada. Sin embargo, en el último momento, la mitad bondadosa vence y destruye a su yo maligno, haciendo que se desvanezca. Reclamando nuevamente el manto de Superman para sí, viaja por todo el mundo reparando los daños que ha causado su otro yo, incluyendo la retirada del petróleo del mar depositándolo nuevamente en la nave y por ende, la reparación del petrolero. Posteriormente se dirige a la montaña donde Gus construyó la computadora para enfrentar a los responsables.
Como Gus teme volar se retrasa ya que prefiere viajar en mula hasta el asentamiento. Mientras tanto, los hermanos Webster toman el mando de la computadora y activan las defensas para destruir a Superman pero este las burla y entra. En el interior nuevamente es atacado de diversas formas por la máquina hasta que finalmente la computadora lo analiza y crea un rayo de kriptonita con que lo ataca y que amenaza con matarlo. Sin embargo Gus, quien logra llegar, se niega a participar en algo así y desactiva a la computadora, pero esta se reactiva por sí misma demostrando ser autoconsciente y se rebela atacando a todos. Superman huye y deja a los humanos a su suerte, por lo que la computadora posee a Vera y toma el control de todos los dispositivos electrónicos del mundo mientras intenta asesinar a sus creadores. Sorpresivamente Superman regresa y se enfrenta a la máquina, esta lo analiza y descubre que solo esconde un recipiente lleno con una sustancia inofensiva.
Mientras Superman y la computadora se enfrentan, la temperatura de las maquinarias calientan el recipiente que se desborda comenzando a destruir la computadora. Tras salir de la cueva y entregar a los Webster a las autoridades, el kryptoniano explica a Gus que el envase contenía el químico diseñado en la planta que se incendió; la computadora estaba diseñada para analizar cualquier peligro y diseñar una solución que le permitiera anularlo, pero como la computadora analizó el compuesto mientras estaba frío no detectó peligro. Posteriormente, al estar cerca de la maquinaria, se calentó, cambió su composición y devoró a la computadora. 
Tras esto Superman visita una mina de carbón donde, gracias a la presión de su puño, convierte un trozo de carbón en un diamante y le pide a los empleados darle un trabajo a Gus como analista de ordenadores, trabajo que Gus rechaza volviendo a ser desempleado ya que no desea volver a ver una computadora, decidiendo buscar fortuna en Virginia Occidental. Lana decidió seguir el consejo de Clark y buscar una vida mejor mudándose a Metrópolis, allí Clark le regala el anillo que fabricó con el diamante para reponer el que ella debió vender. En ese instante se presenta Brad ebrio y molesto porque Lana no lo toma en serio, tras intentar golpear a Clark este finge tropezar y lo arroja fuera del departamento.
Cuando Lois regresa de sus vacaciones descubre, para sus sorpresa y celos, que Clark no solo le ha regalado el anillo a Lana, sino que también ha hecho que la contraten como la nueva secretaria de Perry en el Daily Planet.

## Reparto
- Christopher Reeve - Clark Kent / Superman: Después de descubrir sus orígenes en las películas anteriores, se propone ayudar a los habitantes de la Tierra. Después de derrotar a sus archienemigos, Lex Luthor (dos veces) y al General Zod, Superman se enfrenta cara a cara con un nuevo villano: el megalómano Ross Webster, que está decidido a controlar los suministros de café y petróleo del mundo. Superman también lucha contra demonios personales después de la exposición a una forma sintética de kriptonita que lo corrompe.
- Richard Pryor - August "Gus" Gorman: Un genio informático torpe que trabaja para Ross Webster y sin darse cuenta se ve involucrado en el plan de Webster para destruir a Superman.
- Jackie Cooper - Perry White: El editor del Daily Planet.
- Marc McClure - Jimmy Olsen: Joven fotógrafo del Daily Planet.
- Annette O'Toole - Lana Lang: Amiga de la escuela secundaria de Clark que se reconcilia con él después de verlo durante su reunión de la escuela secundaria. Posteriormente O'Toole interpretó a Martha Kent en la serie de televisión Smallville .
- Robert Vaughn - Ross "Bubba" Webster: un industrial y filántropo villano y súper rico. Después de que Superman le impide apoderarse del suministro mundial de café, Ross está decidido a destruir a Superman antes de que pueda detener su plan de controlar el suministro mundial de petróleo. Es un personaje original creado para la película.
- Annie Ross - Vera Webster: La hermana mayor de Ross y socia en su corporación y sus malvados planes.
- Pamela Stephenson - Lorelei Ambrosia: asistente de Ross. Lorelei, una rubia voluptuosa y sensual, es una persona culta, elocuente y experta en informática, pero oculta su inteligencia a Ross y Vera, ante quienes adopta la apariencia de una torpe superficial y estereotipada. Como parte del plan de Ross, seduce a Superman. En una de las escenas se le ve a leyendo Crítica de la razón pura de Kant, y escondiendo dicho libro cuando aparecen sus jefes ya que finge tener poca cultura.
- Margot Kidder - Lois Lane: Reportera del Daily Planet que tiene una historia con Clark Kent y Superman. Está fuera de Metrópolis de vacaciones en las Bermudas, lo que la puso en medio de una noticia de primera plana.
- Gavan O'Herlihy - Brad Wilson: Exnovio de Lana y rival de Clark en la escuela secundaria. Guardia de seguridad en una subsidiaria de Webscoe, también es un alcohólico crónico.

Frank Oz originalmente tendría un cameo como cirujano, pero la escena fue eliminada del corte final, aunque luego se incluyó en la versión extendida para televisión de la película. Shane Rimmer, quien tuvo un pequeño rol en Superman II como controlador de la NASA, tiene un pequeño papel como agente de policía estatal. Pamela Mandell, que interpretó a una camarera de restaurante en la misma película, aparece aquí como la desventurada esposa de un ganador del sorteo del Daily Planet. Aaron Smolinski, quien interpretó con tres años de edad al pequeño Clark Kent en el filme de 1978 (en las escenas en las que ya aterrizó el meteorito en tierra y él sale al aire libre), aparece como el niño pequeño junto a la cabina fotográfica que Clark Kent usa para transformarse en Superman, casi descubriendo su identidad. Posteriormente aparecería en El hombre de acero como oficial de comunicaciones.
| Actor             | Personaje             | Doblaje Los Ángeles (EE. UU.) | Doblaje España   |
| ----------------- | --------------------- | ----------------------------- | ---------------- |
| Christopher Reeve | Clark Kent / Superman | José Lavat                    | Manolo García    |
| Richard Pryor     | Gus Gorman            | Jorge Roig                    | Javier Dotú      |
| Jackie Cooper     | Perry White           | Carlos Petrel                 | Luis Porcar      |
| Margot Kidder     | Lois Lane             | Rocío Garcel                  | Selica Torcal    |
| Marc McClure      | Jimmy Olsen           | Jesús Barrero                 | Luis Varela      |
| Annette O'Toole   | Lana Lang             | Cristina Camargo              | Paloma Escola    |
| Annie Ross        | Vera Webster          |                               | María Julia Díaz |
| Robert Vaughn     | Ross Webster          | Javier Pontón                 | Héctor Cantolla  |
| Pamela Stephenson | Lorelei Ambrosia      | Sylvia Garcel                 | Gloria Cámara    |

## Producción

### Desarrollo
Richard Donner confirmó que había estado interesado en escribir al menos dos películas más de Superman, que tenía la intención de permitir que Tom Mankiewicz dirigiera, y que habría incluido a Brainiac como el villano de la tercera película. Sin embargo, Donner abandonó la serie durante la producción de Superman II. La película se anunció formalmente en el 33.º Festival de Cine de Cannes en mayo de 1980, meses antes del estreno en cines de la segunda película. En diciembre de 1980, el productor Ilya Salkind escribió un tratamiento para esta película que incluía a Brainiac, Mister Mxyzptlk y Supergirl. El tratamiento se publicó en Internet en 2007. El Mister Mxyzptlk retratado en el boceto varía de su homólogo cómico de buen humor, ya que usa sus habilidades para causar daños graves. Dudley Moore fue la mejor opción para interpretar el papel. Mientras tanto, en el mismo tratamiento, Brainiac era de Colu y había descubierto a Supergirl de la misma manera que Superman fue encontrado por los esposos Jonathan y Martha Kent. Brainiac es retratado como un padre sustituto de Supergirl y finalmente se enamoró de su "hija", quien no correspondió a sus sentimientos, ya que se había enamorado de Superman. Brainiac toma represalias utilizando una máquina de personalidad para corromper y manipular a Superman. El clímax de la película habría tenido a Superman, Supergirl, Brainiac, Jimmy Olsen y Lana Lang viajando en el tiempo a la Edad Media para una confrontación final en un feudo tomado por Brainiac. Después de derrotarlo y dejarlo atrás como un siervo indefenso, Superman y Supergirl se habrían casado al final de Superman III o en Superman IV. El tratamiento fue rechazado por Warner Bros. Pictures por ser demasiado complejo y costoso de filmar, y Salkind además quería guardar el personaje de Supergirl para una película en solitario. Debido a los altos presupuestos requeridos para la serie, los Salkind consideraron vender los derechos de la serie a Dino De Laurentiis. La importancia de las computadoras para la trama, el plan de los villanos para corromper a Superman y su división en una mitad buena y una mitad mala se trasladarían a la película final. La película originalmente iba a titularse Superman vs. Superman pero fue retitulada después de que los productores de Kramer vs. Kramer, desde Columbia Pictures, amenazaran con una demanda.

### Elenco
Se dice que tanto Gene Hackman como Margot Kidder estaban enojados por la forma en que los Salkind trataban a Richard Donner, director de primera entrega de Superman, y Hackman tomó represalias negándose a repetir el papel de Lex Luthor. Después de que Margot Kidder criticara públicamente a los Salkind por su trato a Donner, pero según se informa, los productores "castigaron" a la actriz reduciendo su papel en "Superman III" a una breve aparición. Hackman luego negó tales afirmaciones, afirmando que había estado ocupado con otras películas y el consenso de que convertir a Luthor en un villano constante sería similar a las incesantes secuelas de películas de terror donde un asesino en serie sigue regresando de la tumba. Hackman repetiría su papel como Lex Luthor en Superman IV, en la que los Salkind no tuvieron ninguna participación. En su comentario para el lanzamiento en DVD de 2006 de Superman III, Ilya Salkind negó cualquier mala voluntad entre Margot Kidder y su equipo de producción y negó la afirmación de que su papel fue eliminado como represalia. En cambio, dijo, el equipo creativo decidió buscar una dirección diferente para un interés amoroso por Superman, creyendo que la relación de Lois y Clark se había desarrollado en las dos primeras películas (pero podría volver a tratarse en el futuro). Con la elección de darle un papel más destacado a Lana Lang, el papel de Lois se redujo por razones de la historia. Salkind también negó los informes sobre Gene Hackman que estaba molesto con él, afirmando que Hackman no pudo regresar debido a otros compromisos cinematográficos.
Tras de una aparición de Richard Pryor en The Tonight Show, en la que Pryor le dijo a  Johnny Carson lo mucho que había disfrutado viendo Superman II, y como además Pryor recreó de manera humorística, sus escenas favoritas de Superman: The Movie, los Salkind estaban ansiosos por elegirlo para un papel destacado en la tercera película, aprovechando el éxito de Pryor en películas como El expreso de Chicago, Locos de remate y The Toy. Pryor aceptó un salario de 5 millones de dólares para aparecer en la película. Tras el estreno de la película, Pryor firmó un contrato de cinco años con Columbia Pictures por un valor de 40 millones de dólares.

### Rodaje
La fotografía principal comenzó el 21 de junio de 1982. La mayoría de las escenas interiores se filmaron, como las películas anteriores de "Superman", en Pinewood Studios a las afueras de Londres. La escena del depósito de chatarra se filmó en el lote trasero de Pinewood. La escena de la mina de carbón, donde Superman deja a Gus, se filmó en Battersea Power Station, donde Richard Lester había filmado previamente escenas para la película de los Beatles Help!. La mayoría de los exteriores se filmaron en Calgary, Alberta, debido a las exenciones fiscales de Canadá para las compañías cinematográficas. La borrachera de Superman se filmó en el Hotel St. Louis en el centro de East Village, Calgary, mientras que otras escenas, como la comedia de payasadas inicial, se filmaron varias cuadras al oeste. Si bien el set de la supercomputadora se creó en el escenario 007 de Pinewood, los exteriores se filmaron en el Glen Canyon en Utah.

### Efectos y animación
La película incluye "el mismo equipo de efectos especiales" de las dos películas anteriores.
Un grupo de técnicos de Atari, subsidiaria de Warner, crearon el videojuego para la escena de defensa contra misiles que aparece en el filme, cuyas imágenes eran tan buenas que a petición de los productores fueron simplificadas para dar la apariencia de un videojuego. Los efectos de sonido del mismo en el filme, corresponden a "Pac Man".

## Banda Sonora
Al igual que en la entrega anterior, la banda sonora fue compuesta y dirigida por Ken Thorne, utilizando el tema de Superman y la mayoría de los demás temas de la primera película compuestos por John Williams. Giorgio Moroder fue contratado para crear canciones para la película, aunque su uso en la película es mínimo.

## Estreno

### Teatral
Superman III se estrenó en el Uptown Theater en Washington D. C., el 12 de junio de 1983, y luego tuvo su estreno en Nueva York el 14 de junio de 1983, en el Cinema I. Se estrenó en cines el 17 de junio de 1983. En los Estados Unidos y el 19 de julio de 1983, en el Reino Unido.
| País                                                                          | Fecha de estreno                |
| ----------------------------------------------------------------------------- | ------------------------------- |
| Alemania                                                                      | Jueves 8 de marzo de 1984       |
| Argentina                                                                     | Jueves 1 de diciembre de 1983   |
| Australia                                                                     | Lunes 26 de diciembre de 1983   |
| Austria                                                                       | Viernes 9 de marzo de 1984      |
| Bélgica                                                                       | Miércoles 10 de agosto de 1983  |
| Belice · Costa Rica · El Salvador · Guatemala · Honduras · Nicaragua · Panamá | Domingo 25 de diciembre de 1983 |
| Bolivia                                                                       | Domingo 25 de diciembre de 1983 |
| Brasil                                                                        | Jueves 27 de octubre de 1983    |
| Chile                                                                         | Viernes 25 de noviembre de 1983 |
| Colombia                                                                      | Jueves 22 de diciembre de 1983  |
| Dinamarca                                                                     | Lunes 26 de diciembre de 1983   |
| Egipto                                                                        | Lunes 14 de mayo de 1984        |
| España                                                                        | Lunes 1 de agosto de 1983       |
| Estados Unidos · Canadá                                                       | Viernes 17 de junio de 1983     |
| Filipinas                                                                     | Miércoles 20 de julio de 1983   |
| Finlandia                                                                     | Viernes 23 de diciembre de 1983 |
| Francia                                                                       | Miércoles 10 de agosto de 1983  |

| País                | Fecha de estreno                  |
| ------------------- | --------------------------------- |
| Grecia              | Jueves 29 de diciembre de 1983    |
| Hong Kong           | Jueves 28 de julio de 1983        |
| India               | Viernes 19 de julio de 1985       |
| Israel              | Viernes 12 de agosto de 1983      |
| Italia              | Viernes 19 de agosto de 1983      |
| Japón               | Sábado 16 de julio de 1983        |
| Malasia             | Jueves 3 de noviembre de 1983     |
| México              | Jueves 30 de junio de 1983        |
| Noruega             | Jueves 15 de diciembre de 1983    |
| Nueva Zelanda       | Viernes 12 de agosto de 1983      |
| Países Bajos        | Jueves 25 de agosto de 1983       |
| Perú                | Domingo 25 de diciembre de 1983   |
| Portugal            | Viernes 9 de septiembre de 1983   |
| Puerto Rico         | Jueves 23 de junio de 1983        |
| Reino Unido Irlanda | Martes 19 de julio de 1983        |
| Singapur            | Sábado 12 de noviembre de 1983    |
| Sudáfrica           | Viernes 2 de diciembre de 1983    |
| Suecia              | Domingo 25 de diciembre de 1983   |
| Suiza               | Miércoles 17 de agosto de 1983    |
| Tailandia           | Sábado 4 de febrero de 1984       |
| Taiwán              | Sábado 23 de julio de 1983        |
| Uruguay             | Domingo 1 de enero de 1984        |
| Venezuela           | Miércoles 21 de diciembre de 1983 |

| País                                                                          | Fecha de estreno                |
| ----------------------------------------------------------------------------- | ------------------------------- |
| Alemania                                                                      | Jueves 8 de marzo de 1984       |
| Argentina                                                                     | Jueves 1 de diciembre de 1983   |
| Australia                                                                     | Lunes 26 de diciembre de 1983   |
| Austria                                                                       | Viernes 9 de marzo de 1984      |
| Bélgica                                                                       | Miércoles 10 de agosto de 1983  |
| Belice · Costa Rica · El Salvador · Guatemala · Honduras · Nicaragua · Panamá | Domingo 25 de diciembre de 1983 |
| Bolivia                                                                       | Domingo 25 de diciembre de 1983 |
| Brasil                                                                        | Jueves 27 de octubre de 1983    |
| Chile                                                                         | Viernes 25 de noviembre de 1983 |
| Colombia                                                                      | Jueves 22 de diciembre de 1983  |
| Dinamarca                                                                     | Lunes 26 de diciembre de 1983   |
| Egipto                                                                        | Lunes 14 de mayo de 1984        |
| España                                                                        | Lunes 1 de agosto de 1983       |
| Estados Unidos · Canadá                                                       | Viernes 17 de junio de 1983     |
| Filipinas                                                                     | Miércoles 20 de julio de 1983   |
| Finlandia                                                                     | Viernes 23 de diciembre de 1983 |
| Francia                                                                       | Miércoles 10 de agosto de 1983  |

| País                | Fecha de estreno                  |
| ------------------- | --------------------------------- |
| Grecia              | Jueves 29 de diciembre de 1983    |
| Hong Kong           | Jueves 28 de julio de 1983        |
| India               | Viernes 19 de julio de 1985       |
| Israel              | Viernes 12 de agosto de 1983      |
| Italia              | Viernes 19 de agosto de 1983      |
| Japón               | Sábado 16 de julio de 1983        |
| Malasia             | Jueves 3 de noviembre de 1983     |
| México              | Jueves 30 de junio de 1983        |
| Noruega             | Jueves 15 de diciembre de 1983    |
| Nueva Zelanda       | Viernes 12 de agosto de 1983      |
| Países Bajos        | Jueves 25 de agosto de 1983       |
| Perú                | Domingo 25 de diciembre de 1983   |
| Portugal            | Viernes 9 de septiembre de 1983   |
| Puerto Rico         | Jueves 23 de junio de 1983        |
| Reino Unido Irlanda | Martes 19 de julio de 1983        |
| Singapur            | Sábado 12 de noviembre de 1983    |
| Sudáfrica           | Viernes 2 de diciembre de 1983    |
| Suecia              | Domingo 25 de diciembre de 1983   |
| Suiza               | Miércoles 17 de agosto de 1983    |
| Tailandia           | Sábado 4 de febrero de 1984       |
| Taiwán              | Sábado 23 de julio de 1983        |
| Uruguay             | Domingo 1 de enero de 1984        |
| Venezuela           | Miércoles 21 de diciembre de 1983 |

### Marketing
William Kotzwinkle escribió una novelización de la película publicada en edición de bolsillo por Warner Books en los EE. UU. y por Arrow Books en el Reino Unido para coincidir con el estreno de la película; Severn House publicó una edición británica de tapa dura. Kotzwinkle consideró que la novelización era "una delicia que el mundo aún no ha descubierto". Sin embargo, en Voice of Youth Advocates, Roberta Rogow expresó su esperanza de que esta fuera la última película de Superman y dijo: "Kotzwinkle ha hecho su buen trabajo habitual al traducir el guion a una novela, pero la película tiene matices desagradables, y la novela también. Los adultos pueden disfrutar de la novela por sus propios méritos, como una especie de comedia negra, pero no está escrita para niños, y la mayoría de los menores de 15 años se sentirán desconcertados o asqueados por el humor sombrío de Kotzwinkle".

### Versión extendida para televisión
Al igual que las películas anteriores, se produjo una edición ampliada independiente que se emitió en ABC. Los créditos iniciales se desarrollaban en el espacio exterior y presentaban una versión editada de la música de los créditos finales de la película, que servía como tema de apertura. A esto le seguían varias escenas, que incluían diálogos adicionales, pero que no se añadieron a ninguno de los cortes oficiales de VHS, DVD o Blu-ray de la película. La "Edición Deluxe" de Superman III, lanzada en 2006 a la par del lanzamiento en DVD de Superman Returns, incluía estas escenas en su sección de extras como "escenas eliminadas".

## Recepción

### Taquilla
Superman III recaudó 60 millones de dólares en taquilla en Estados Unidos y 20,2 millones de dólares a nivel internacional, para un total de 80,2 millones de dólares en todo el mundo. La película fue la duodécima película más taquillera de 1983 en América del Norte.

### Críticas
Superman III recibió reseñas mixtas a negativas de parte de la crítica, así como de la audiencia y los fanes. En la página web Rotten Tomatoes, la película obtuvo una aprobación de 29%, basada en 59 reseñas, con una calificación de 4.5/10, mientras que de parte de la audiencia tuvo una aprobación de 23%, basada en 167 055 votos, con una calificación de 2.7/5. El consenso crítico del sitio web afirma: "Cuando no abusa de gags visuales, payasadas y a Richard Pryor, Superman III recurre a puntos de la trama repetidos de las películas anteriores de Superman".
Metacritic le dio a la película una puntuación de 44 de 100, basada en 9 reseñas, indicando "reseñas mixtas o promedio"de 13 críticos profesionales.. En el sitio web IMDb los usuarios le han dado una calificación de 4.9/10, sobre la base de 56 370 votos. En la página FilmAffinity tiene una calificación de 4.9/10, basada en 10 558 votos. 
El crítico de cine Leonard Maltin dijo que  era una "secuela espantosa que destruyó todo lo que Superman representaba con el fin de generar risas baratas y un papel coprotagonista para Richard Pryor". La película fue nominada a dos premios Razzie, incluido Peor Actor de Reparto para Richard Pryor y Peor Banda Sonora para Giorgio Moroder. El público también vio al villano Ross Webster, interpretado por Robert Vaughn, como un sustituto inferior de Lex Luthor.
Christopher John reseñó Superman III en el puesto  #16 de la revista Ares y comentó que "en comparación con la primera película de esta serie, todo en Superman III es una broma, una broma dura y cruel gastada a todas las personas que querían ver más del Superman que vieron hace unos años".
Colin Greenland reseñó Superman III para la revista Imagine y afirmó que "lo que finalmente arruina la diversión en Superman III no es la historia incoherente ni siquiera la tecnofobia. Simplemente está sobrecargada: demasiadas ideas, demasiados artilugios, demasiadas estrellas (Pamela Stephenson está completamente desperdiciada en un papel que habría sido demasiado tonto para Goldie Hawn). Todo el cableado se suelta al final; un anticlímax, y además apresurado".
Los fanáticos de la serie Superman atribuyeron gran parte de la culpa al director Richard Lester. Lester hizo varias comedias populares en la década de 1960, incluida A Hard Day's Night de The Beatles, antes de ser contratado por los Salkind en la década de 1970 para su exitosa duología de Los tres mosqueteros (Los tres mosqueteros y Los cuatro mosqueteros), así como para Superman II, que, aunque tuvo mejor acogida, también fue criticada por gags visuales innecesarios y payasadas. Lester rompió la tradición al ubicar los créditos iniciales de Superman III durante una secuencia de payasadas prolongada en lugar de en el espacio exterior.
El guion de la película, de David y Leslie Newman, también fue criticado. Cuando Richard Donner fue contratado para dirigir las dos primeras películas, los guiones de los Newman le parecieron tan desagradables que contrató a Tom Mankiewicz para que los reescribiera a fondo. Como Donner y Mankiewicz ya no estaban en el reparto, los Salkind quedaron libres para llevar su versión de Superman a la gran pantalla y volvieron a contratar a los Newman para que se encargaran de los guiones. Reeve afirmó en su autobiografía que el guion original del primer Superman tenía tantos juegos de palabras y bromas que corría el riesgo de que Superman se ganara una reputación similar a la de Batman, que se asociaba con el programa de televisión exagerado de los años 60. "En una escena de este guión, Superman perseguía a Lex Luthor, identificado por su cabeza calva, y lo agarraba, solo para darse cuenta de que había capturado a Telly Savalas, quien decía "¿Quién te quiere, cariño?" y le ofrecía a Superman una piruleta. Dick [Donner] había acabado con gran parte de esa estupidez".
La propia actuación de Reeve como un Hombre de Acero corrupto recibió elogios, particularmente la batalla en el depósito de chatarra entre este Superman recientemente oscurecido y Clark Kent. Una de las críticas positivas de la película fue la del escritor de ficción Donald Barthelme, quien elogió a Reeve como "perfecto" y también describió a Vaughn como "básicamente interpretando a William Buckley: todas esas deliciosas reflexiones, los ojos saltones, los lamidos de las comisuras de la boca".

## Premios y nominaciones

### Golden Schmoes Awards
| Año  | Categoría                            | Nominados                    | Resultado |
| ---- | ------------------------------------ | ---------------------------- | --------- |
| 2006 | Best Schmoes DVD/BLU RAY of the year | Superman Ultimate Collection | Nominado  |

### Saturn Awards Academy of Science Fiction, Fantasy & Horror Films, USA
| Año  | Categoría           | Nominados                                                 | Resultado |
| ---- | ------------------- | --------------------------------------------------------- | --------- |
| 2007 | Best DVD collection | Superman Ultimate Collector's Edition (Warner)            | Nominada  |
| 2012 | Best DVD collection | Superman: the motion picture anthology 1978-2006 (Warner) | Nominada  |